# Tie Liu
Tie Liu (en chinois : 铁流 ; litt. « flot de fer », né le 25 mai 1933 à Chengdu et mort le 8 septembre 2024) est un écrivain et éditeur chinois. Huang Zerong était son véritable nom (en chinois : 黄泽荣). Critiqué comme droitiste pendant la campagne des Cent fleurs, il est emprisonné pendant vingt ans dans un laogaï.
Âgé de 82 ans, il est inquiété pour ses prises de position critiques vis-à-vis du régime chinois. Arrêté en 2014, il est condamné à la prison avec sursis.

## Biographie
Tie Liu est né le 25 mai 1933. Il a rejoint la Ligue de la jeunesse communiste chinoise en 1949, et à partir de 1953 a travaillé dans divers bureaux gouvernementaux.
Il a ensuite travaillé au Chengdu Daily en tant que journaliste. Comme journaliste, il a toujours porté un regard critique sur le régime de Mao Zedong.
À partir de 1957, pendant la campagne des Cent fleurs, il est emprisonné pendant vingt ans dans un laogaï. Il ne sera réhabilité qu’en 1980. Il évoque cet emprisonnement dans les camps de travail dans un livre.
Après sa libération, Tie Liu continua d'écrire et devint chroniqueur pour un site Web étranger. En 2010, il a fondé un organisme de bienfaisance, Tie Liu News Foundation, pour aider les journalistes et écrivains persécutés. En outre, avec d'autres journalistes, Tie Liu a participé à la rédaction de lettres ouvertes, dont une à l'Assemblée populaire nationale demandant l'abolition de la censure des médias.
Le 14 septembre 2014, la police de Pékin a convoqué Tie Liu, soupçonné de « créer une perturbation ». Ils ont confisqué des publications et des ordinateurs et emmené son soignant , Huang Jing et un ami qui était resté chez lui. Plus tard ce jour-là, la police a mis en détention à la fois Tie et Huang sous la même accusation. Lors de l'arrestation de Tie Liu plus d'un mois plus tard, les autorités ont ajouté « activité commerciale illégale » à la liste des accusations.
La détention initiale de Tie Liu découle d'un essai en ligne critiquant Liu Yunshan, membre du Comité permanent du Politburo et chef du département de propagande.
L'accusation de « business illégal » est apparemment due à son aide pour l'impression de mémoires qu'il a écrites pour des personnes âgées ayant vécu à l'époque maoïste, dans un journal intitulé Small Traces of the Past. La police a arrêté Huang Jing pour avoir aidé Tie Liu dans son travail.
Lors d'une rencontre avec son avocat en septembre 2014, Tie Liu, âgé de 82 ans,  déclare avoir été traité dans une unité d'urgence de l'hôpital de la Croix-Rouge à Pékin après s'être évanoui et avoir souffert d'incontinence à la suite d'interrogatoires nocturnes. Il avait été interrogé pendant trois nuits d'affilée, de 22 heures à 10 heures du matin. Déjà en mauvaise santé à cause de son âge et plus de vingt ans passés dans des camps de travail, Tie Liu a déclaré que son état physique s'est considérablement détérioré pendant sa détention. Il souffre d'hypertension, de caillots sanguins, de maladie de la prostate et de fréquence urinaire. Les autorités ont refusé sa libération à ses avocats, Zhou Shifeng et Liu Xiaoyuan, qui demandaient celle-ci pour raisons médicales. Selon les règlements du Bureau de la sécurité publique de la Chine, les personnes âgées de plus de 70 ans sont exemptées d'être incarcérées dans les centres de détention. À la fin de novembre, Tie Liu a été transféré à Chengdu, son lieu de naissance. Le parquet a par la suite inculpé Huang pour une seule accusation d'« activité commerciale illégale ».
Le 25 février, le tribunal du Sichuan a condamné Tie Liu pour « activité commerciale illégale » mais a prononcé une peine avec sursis. Le procès du tribunal populaire du district de Qingyang à Chengdu a duré environ une heure et le tribunal a condamné Liu à deux ans et demi de prison, suspendu pour quatre ans, et lui a infligé une amende de 30 000 RMB (environ 4 900 dollars américains). Son collaborateur Huang Jing a été jugé comme complice dans la même affaire et condamné à un an de prison, suspendu pour deux ans, et à une amende de 5 000 RMB (plus de 800 dollars américains). Les deux hommes ont été libérés après le procès. Selon la loi chinoise, ils ne purgent une peine d'emprisonnement sur la base de la décision du tribunal que s'ils sont reconnus coupables de nouveaux crimes pendant les périodes de suspension de leur peine. Un accord de plaidoyer a apparemment été conclu avant la procédure qui a conduit aux condamnations avec sursis. Tie et Huang ont tous deux dit qu'ils ont « reconnu leur culpabilité » et ils ont chacun demandé des peines réduites.
Tie Liu meurt le 8 septembre 2024 à l’âge de 91 ans.